# Capitão Leônidas Marques
Capitão Leônidas Marques est une municipalité brésilienne située dans l'État du Paraná.